# Romanshorn (Schiff)
Die Motorfähre Romanshorn ist eine Autofähre auf der Fährlinie Friedrichshafen–Romanshorn. Sie war die erste Schweizer Motorfähre auf dem Bodensee und ist heute die letzte verbliebene Bodenseefähre unter Schweizer Flagge sowie die älteste Fähre auf dieser Linie.

## Geschichte
Nach der Wiederaufnahme des Eisenbahn-Trajektverkehrs 1948 war der Transport von Güterwaggons über den Bodensee von unmotorisierten Trajektkähnen und der Schussen abhängig. Für die Erweiterung der Transportkapazitäten entschieden sich die Schweizerischen Bundesbahnen (SBB), eine Fähre bei der Bodan-Werft in Kressbronn am Bodensee bauen zu lassen.
Der Stapellauf des Motorfähre erfolgte am 6. November 1958 in Kressbronn. Im Gegensatz zur Schussen war das 1958 als MF Romanshorn in Dienst gestellte Fährschiff von Anfang an eine Doppelendfähre. Bis 1976 diente die Romanshorn als Trajektfähre für den kombinierten Güterwaggon- und Automobiltransport. 1976 wurde sie zur reinen Autofähre umgebaut.
1996 wurde der gesamte SBB-Schiffsbetrieb mit Werft und Anlagen privatisiert. Die Schweizerische Bodensee-Schifffahrt (SBS) wurde aus der Taufe gehoben. Im Jahre 2007 verkauften die SBB die Schifffahrt an eine private Investorengruppe.
Die Romanshorn steht gemeinsam mit der Euregia und der Friedrichshafen in der Tradition des 1869 eröffneten Eisenbahn-Fährbetriebs auf dem Bodensee. Als Autofähren verkehren sie heute ganzjährig im Liniendienst.

## Trivia
Die österreichische Schriftstellerin Ulrike Längle verfasste den Erzählband Der Untergang der Romanshorn (1994).